# Оливейра Силва, Кайо Энрике
Ка́йо Энри́ке Оливе́йра Си́лва (порт.-браз. Caio Henrique Oliveira Silva; род. 31 июля 1997, Сантус, Сан-Паулу) — бразильский футболист, защитник клуба «Монако» и сборной Бразилии.

## Клубная карьера
Кайо — воспитанник клуба «Сантос» из своего родного города. В 2016 году он был замечен скаутами «Атлетико Мадрид» и приглашён в команду. Для получения игровой практики Энрике выступал за дублирующий состав. В начале 2018 года Кайо на правах аренды вернулся в Бразилию, став игроком «Параны». 17 апреля в матче против «Сан-Паулу» он дебютировал в бразильской Серии А.

## Международная карьера
В 2017 года Кайо в составе молодёжной сборной Бразилии принял участие в молодёжном чемпионате Южной Америки в Эквадоре. На турнире он сыграл в матчах против команд Чили, Уругвая, Аргентины, Парагвая, Венесуэлы, Колумбии и дважды Эквадора.